# Плотава (Баєвський район)
Плота́ва (рос. Плотава) — село у складі Баєвського району Алтайського краю, Росія. Адміністративний центр Плотавської сільської ради.

## Населення
Населення — 767 осіб (2010; 952 у 2002).
Національний склад (станом на 2002 рік):
- росіяни — 91 %